# Női kétpárevezős a 2008. évi nyári olimpiai játékokon
A 2008. évi nyári olimpiai játékokon az evezés női kétpárevezős versenyszámát augusztus 9. és augusztus 16. között rendezték a Shunyi evezőspályán.

## Eredmények
Az idők másodpercben értendők. A rövidítések jelentése a következő:
- QA: Az A-döntőbe jutás helyezés alapján
- QB: A B-döntőbe jutás helyezés alapján

### Előfutamok
Két előfutamot rendeztek, öt-öt résztvevővel. Az első helyezett automatikusan bejutott a döntőbe, a többiek reményfutamba kerültek.
| Helyezés | Nemzet                                                             | Idő      | Mj       |
| 1. futam | 1. futam                                                           | 1. futam | 1. futam |
| -------- | ------------------------------------------------------------------ | -------- | -------- |
| 1.       | Új-Zéland (NZL) · Georgina Evers-Swindell, Caroline Evers-Swindell | 7:03,92  | QA       |
| 2.       | Németország (GER) · Christiane Huth, Annekatrin Thiele             | 7:09,06  |          |
| 3.       | Egyesült Államok (USA) · Megan Kalmoe, Ellen Tomek                 | 7:11,17  |          |
| 4.       | Románia (ROU) · Ionelia Neacșu, Roxana Cogianu                     | 7:12,17  |          |
| 5.       | Ukrajna (UKR) · Katerina Taraszenko, Jana Dementyjeva              | 7:25,03  |          |
| 2. futam |                                                                    |          |          |
| 1.       | Kína (CHN) · Li Csin, Tien Liang                                   | 7:03,13  | QA       |
| 2.       | Csehország (CZE) · Jitka Antošova, Gabriela Vařeková               | 7:04,23  |          |
| 3.       | Nagy-Britannia (GBR) · Elise Laverick, Anna Bebington              | 7:08,65  |          |
| 4.       | Ausztrália (AUS) · Catriona Oliver-Sens, Sonia Mills               | 7:13,25  |          |
| 5.       | Olaszország (ITA) · Elisabetta Sancassani, Laura Schiavone         | 7:30,25  |          |

### Reményfutamok
Két reményfutamot rendeztek, négy-négy résztvevővel. Az első két helyezett bejutott az A döntőbe, a többiek a B döntőbe kerültek.
| Helyezés | Nemzet                                                     | Idő      | Mj       |
| 1. futam | 1. futam                                                   | 1. futam | 1. futam |
| -------- | ---------------------------------------------------------- | -------- | -------- |
| 1.       | Nagy-Britannia (GBR) · Elise Laverick, Anna Bebington      | 6:54,92  | QA       |
| 2.       | Németország (GER) · Christiane Huth, Annekatrin Thiele     | 6:55,96  | QA       |
| 3.       | Románia (ROU) · Ionelia Neacșu, Roxana Cogianu             | 7:01,69  | QB       |
| 4.       | Olaszország (ITA) · Elisabetta Sancassani, Laura Schiavone | 7:08,00  | QB       |

| Helyezés | Nemzet                                                | Idő      | Mj       |
| 2. futam | 2. futam                                              | 2. futam | 2. futam |
| -------- | ----------------------------------------------------- | -------- | -------- |
| 1.       | Egyesült Államok (USA) · Megan Kalmoe, Ellen Tomek    | 6:58,84  | QA       |
| 2.       | Csehország (CZE) · Jitka Antošova, Gabriela Vařeková  | 7:00,75  | QA       |
| 3.       | Ausztrália (AUS) · Catriona Oliver-Sens, Sonia Mills  | 7:04,30  | QB       |
| 4.       | Ukrajna (UKR) · Katerina Taraszenko, Jana Dementyjeva | 7:06,77  | QB       |

### Döntők

#### B-döntő
A B-döntőt négy egységgel rendezték. A futam első helyezettje összesítésben a hetedik helyen végzett.
| Helyezés (Összesített) | Nemzet                                                     | Idő     |
| ---------------------- | ---------------------------------------------------------- | ------- |
| 1. (7.)                | Ukrajna (UKR) · Katerina Taraszenko, Jana Dementyjeva      | 7:17,82 |
| 2. (8.)                | Ausztrália (AUS) · Catriona Oliver-Sens, Sonia Mills       | 7:19,73 |
| 3. (9.)                | Románia (ROU) · Ionelia Neacșu, Roxana Cogianu             | 7:20,99 |
| 4. (10.)               | Olaszország (ITA) · Elisabetta Sancassani, Laura Schiavone | 7:29,22 |

#### A-döntő
Az A-döntőt hat résztvevővel rendezték.
| Helyezés | Nemzet                                                             | Idő     |
| -------- | ------------------------------------------------------------------ | ------- |
| Arany    | Új-Zéland (NZL) · Georgina Evers-Swindell, Caroline Evers-Swindell | 7:07,32 |
| Ezüst    | Németország (GER) · Christiane Huth, Annekatrin Thiele             | 7:07,33 |
| Bronz    | Nagy-Britannia (GBR) · Elise Laverick, Anna Bebington              | 7:07,55 |
| 4.       | Kína (CHN) · Li Csin, Tien Liang                                   | 7:15,85 |
| 5.       | Egyesült Államok (USA) · Megan Kalmoe, Ellen Tomek                 | 7:17,53 |
| 6.       | Csehország (CZE) · Miroslava Knapková, Gabriela Vařeková           | 7:25,09 |